# 페임어스
페임어스는 대한민국의 음악 그룹이다. 2014년 싱글 앨범 [미쳐가]로 데뷔했다.

## 음반
- 미쳐가 (2014)
- 하나뿐인 바보 (2014)
- Famous (2015)